# アドバンスムービー
アドバンスムービー（ADVANCE MOVIE）は、ゲームボーイアドバンス及びゲームボーイアドバンスSP上で動画を再生するシステム。後にアドバンスDSムービー（ADVANCE "DS" MOVIE）に名称変更。
本項では『アドバンスガシャポン』についても取り扱う。

## 概要
株式会社am3が開発。動画・音声のプログラムデータが印刷されたスマートメディア『アドバンスカード』と、それを取り扱う機器『アドバンスムービーアダプタ』で構成される。任天堂のライセンス商品。CMには「ポケットモンスター」を起用していた。
発売当初は「アドバンスムービー」という名称だったが、 ニンテンドーDSの爆発的な普及にともない「アドバンスムービー」の対応機種に関する問い合わせが急増、一般ユーザーの混乱を避けるため、2006年から『アドバンスDSムービー』に名称変更。
機器がGBA対応ということもあり、映像は画質や動きも荒く処理落ちが随所にみられたが、当時はYouTubeやニコニコ動画などの動画配信サイトが普及していなかったため画期的なシステムであった。しかし、PlayStation Portableの台頭により、徐々に衰退。
販売終了後はプレミアがかかることもなく、オークファンでは平均落札価格が3540円だった。

### アドバンスカード
「アドバンスムービーカード」と「キャラクターズアドバンスカード」の2種類に分類される。前者は主にストーリー仕掛けのもの（劇場版ポケットモンスター、お茶犬など）。
バージョン違いが豊富で、「劇場版ポケットモンスター ミュウツーの逆襲 完全版」は、市販版、次世代ワールドホビーフェア限定、劇場限定パックの3種類ある。後者2つは入手困難な上、劇場限定パックは中身は市販版と全くの同じである。
また、非売品もあり「劇場版ポケットモンスター ミュウツーの逆襲 完全版」が発売された際、購入者を対象にしたプレゼントキャンペーンがあり、抽選で100名に特製アドバンスカード「ミュウツー vs ミュウ」がプレゼントされた。

### アドバンスムービーアダプタ
「アドバンスカード」を挿入すると、動画・音声を鑑賞出来る。基本はアニメ1話分（約24分）。なお、収録時間を短くする代わりに音声や映像のクオリティを上げたり、低ビットレートの音声のみを4、5時間といった長時間収録することも可能。動画のフレームレートは30fpsまで対応できる。

## 発表会
2003年10月24日、株式会社am3は東京・有楽町の東京国際フォーラムでプレス関係者および流通/販売・コンテンツ開発関係者を集めて発表会を行った。任天堂のゲームボーイアドバンス（以下「GBA」）と、2月14日発売のゲームボーイアドバンスSP（以下「SP」）上で動画を再生するモバイル・エンターテイメント事業を開始すると発表した。また、動画ファイルを収録する独自仕様のスマートメディアと、同メディアをGBA、SPで読み込むためのアダプタも公開した。

### 発表会の内容
- 専用スマートメディアはID付き32MB、24分程度収録可能。
- 第1弾は「名探偵コナン」の第1話～第4話をアドバンスムービーカード1枚に1話ずつ収録する。
  - 価格はアドバンスムービーアダプタが3200円、アドバンスムービーカードは各2380円。
  - 初回3万台限定で、アドバンスムービーアダプタと第1話収録のアドバンスムービーカードのセットが3800円で販売されるほか、提供時期は未定だが、コンテンツ配信サービスの開始に合わせてブランクメディアを1800円で発売予定。
- アドバンスムービーは、ゲームボーイアドバンスのCPU（ARM7コア）を用いて、ソフトウェア処理で動画再生を行なうプレーヤーソフトとコンテンツを32MBのスマートメディアに収録したもの。
- アダプター側には動画再生用のハードウェアは一切搭載しない。
- 動画圧縮・伸張のCODECはフランス・actimagine（フランス語版）が独自開発した「FastVideo」を採用し、240×160ドットで毎秒30フレームの再生が可能。
  - 圧縮率は40:1 - 200:1まで設定可能。
- コンテンツの著作権保護のために、
  - ROM部分にコンテンツ個別のコードを記録した専用スマートメディアを採用、RAM部分のデータをほか（市販）のスマートメディアに転送しても映像の再生が不可能
  - プレーヤーソフトとコンテンツをDESで暗号化し、1つのファイルに一体化して管理

といったコピープロテクト機能を備える。
  - コンテンツを専用スマートメディアへ書き込む際に、メディアのROM部分に記録された128bit長のIDから暗号鍵を作成し、メディアとコンテンツを相互に検証してから再生が始まるという仕組みになっている。なお、専用スマートメディアにパソコンやデジタルカメラのデータを記録することは可能。
- 製品の流通は、ハピネットと共同で進めており、メディア/アダプターの店頭販売のほか、2004年4月以降には玩具店の店頭などに設置される情報キヨスク端末「アドバンスガチャガチャ」や、インターネット経由で各ユーザーのパソコンからデータの配信を行ないたいとしている。
- 代表取締役会長の吉田望（当時）は「現在（2003年時点）はコンテンツ1本の価格が、メディア1枚込みで2380円となるが、コンテンツのみであれば（コンテンツホルダーとの合意が必要だが）、数百円レベルで配信したい。メディアの容量も将来的には2話以上入る大容量のものにしたい。また、当初はアニメーションの流通でスタートするが、将来は電子ブックや英会話学習のコンテンツを配信して、ゲームボーイアドバンス/ゲームボーイアドバンスSPを教材として使うなど、ビジネスシーンへの展開も検討している」と語った。
- 12月18日に第2弾として「タイムボカン」（第1～4話）と「名探偵コナン」（第5～7話）、2004年1月20日に第3弾新作とタイムボカン、名探偵コナンの続編、2月20日、3月20日にも第4弾、第5弾の新作が予定されている。
- 代表取締役CFOの黒川文雄（当時）は「任天堂さんから、“ゲームとアダルトビデオはNG”と言われている。これはやらないが、スタジオぴえろ、プロダクションIG、マッドハウス、手塚プロなどのアニメスタジオが参入を決めている。今後の展開に期待してほしい」と述べた。
- 会見後のQ&Aで記者から、「なぜコナンとタイムボカンを選んだのか？誰かの趣味なのか？」と質問されると、吉田は「新しいメディアなので、知名度の高いコンテンツを使いたかった。コナンは1話完結でユーザーにとっても満足度が高い。ストーリー性の高さもあて、これを採用した。もうひとつのタイムボカンはマニアックだが、懐かしく感じるファンもいるだろう。最新のコナンと対比できるので、これら2本を並べた」と答えた。
- アダプターは長さ55mmで、どちら（GBA/SP）に装着しても約20mmほど飛び出す。カードを差した状態でアダプターを本体に装着して電源を入れると、自動的にタイトル画面が表示される。Aボタンで再生開始/一時停止、左右で早戻し/早送りとなり、早戻し/早送りは押し続けると1倍/2倍/3倍/4倍速へと加速する。
  - コンテンツによってはチャプターメニューが用意されるとのこと[注 4]。

## 沿革
2003年
- 2月4日、ゲームボーイアドバンス（以下「GBA」）とスマートメディアを用いて動画を配信する新事業を発表
- 10月24日、正式発表
- 11月10日、「アドバンスアダプタ」（以下「アダプタ」）を発売から約1年で5万個「アドバンスムービーカード」（以下「カード」）は累計10万枚を出荷
- 11月20日、「アダプタ」、「カード」第1弾発売

2004年
- 4月17日 - 5月末、アドバンスムービー/名探偵コナンシリーズのキャンペーンを実施
- 8月26日、「ポケットモンスター TVアニメシリーズ」発売開始

2005年
- 1月1日、アドバンスムービー用長編映像ソフト第1弾「劇場版ポケットモンスター ミュウツーの逆襲 完全版」を発売
- 2月17日、「アドバンスガシャポン」設置
- 7月14日、「劇場版ポケットモンスター ピチューとピカチュウ」発売
- 8月1日、「ブランクタイプのアドバンスカード」発売
- 9月22日、 第2弾「劇場版ポケットモンスター 幻のポケモン ルギア爆誕」を発売
- 12月1日、第3弾「劇場版ポケットモンスター 結晶塔の帝王 エンテイ」を発売

2006年
- 1月22日、「アドバンスムービー 爆笑問題のバク天！パラパラまんが」発売
- 3月10日、「アドバンスDSムービー」に名称変更
- 3月23日、「クレヨンしんちゃん TVアニメシリーズ」発売開始
- 5月15日、サイトをリニューアル
- 7月15日、劇場版限定のアドバンスカードを発売
- 7月21日、「アドバンスDSムービー ダウンロードサービス」がスタート
- 7月21日 - 8月31日、「アドバンスDSムービー ダウンロードサービス ポケモンでGOGOサマーキャンペーン」実施

2008年
- 9月11日 - 12月11日、優待キャンペーン実施

時期不明
- am3及びアドバンスDSムービーの公式ウェブサイトが閉鎖。

## アドバンスガシャポン
「アドバンスガシャポン」とは、「アドバンスムービー」に対応するコンテンツ書き換えならびに、ダウンロード販売サービス。主に「ポケットモンスター」「クレヨンしんちゃん」シリーズを1作品300円で提供する。企画・運営をam3が、筐体・コンテンツ販売をハピネットが、コンテンツ管理をIMAGICAが行っていた。
ダウンロード販売・配信のことを「カキカエ」と呼ぶ。
コンテンツ購入用のボタン以外に中央部付近に無料ダウンロードボタン、通称「Zボタン」が設置されている。
| 地区     | 店舗名                                    | 備考    |
| 12月1日  | 12月1日                                   | 12月1日 |
| -------- | ----------------------------------------- | ------- |
| 東京     | イトーヨーカドー 木場店                   |         |
| 千葉     | イトーヨーカドー 新浦安店                 |         |
| 東京     | コミュニティ・ストア 清瀬竹丘店           |         |
| 埼玉     | コミュニティ・ストア さいたま新都心店     |         |
| 千葉     | コミュニティ・ストア 千葉北口店           |         |
| 東京     | TSUTAYA 馬事公苑店                        |         |
| 東京     | 博品館TOY PARK                            |         |
| 12月6日  |                                           |         |
| 大阪     | キディランド 大阪梅田店                   |         |
| 神奈川   | 高島屋 横浜店                             |         |
| 12月7日  |                                           |         |
| 神奈川   | ヨドバシカメラ マルチメディア川崎ルフロン |         |
| 12月8日  |                                           |         |
| 栃木     | 福田屋百貨店 宇都宮店                     |         |
| 12月10日 |                                           |         |
| 神奈川   | ハローマック 久里浜店                     |         |
| 12月11日 |                                           |         |
| 千葉     | ワンダーグー 鎌ヶ谷店                     |         |

| 地区         | 店舗名                          | 備考   |
| 北海道       | 北海道                          | 北海道 |
| ------------ | ------------------------------- | ------ |
| 恵庭市       | 恵庭東宝シネマ8                 |        |
| 札幌市       | 札幌東宝公楽                    |        |
| 栃木県       |                                 |        |
| 宇都宮市     | TOHO シネマズ宇都宮             |        |
| 茨城県       |                                 |        |
| ひたちなか市 | TOHO シネマズひたちなか         |        |
| 水戸市       | TOHO シネマズ水戸内原           |        |
| 千葉県       |                                 |        |
| 船橋市       | TOHO シネマズ船橋ららぽーと     |        |
| 八千代市     | TOHO シネマズ八千代緑ヶ丘       |        |
| 市川市       | TOHO シネマズ市川コルトンプラザ |        |
| 静岡県       |                                 |        |
| 浜松市       | TOHO シネマズ浜松               |        |
| 東京都       |                                 |        |
| 千代田区     | 日劇2                           |        |
| 新宿区       | 新宿スカラ                      |        |
| 八王子市     | TOHO シネマズ南大沢             |        |
| 神奈川県     |                                 |        |
| 川崎市       | TOHO シネマズ川崎               |        |
| 海老名市     | TOHO シネマズ海老名             |        |
| 小田原市     | TOHO シネマズ小田原             |        |
| 愛知県       |                                 |        |
| 名古屋市     | TOHO シネマズ名古屋             |        |
| 大阪府       |                                 |        |
| 高槻市       | TOHO シネマズ高槻               |        |
| 堺市         | TOHO シネマズ泉北               |        |
| 福岡県       |                                 |        |
| 直方市       | TOHO シネマズ直方               |        |
| 糟屋郡       | TOHO シネマズ久山               |        |
| 熊本県       |                                 |        |
| 菊池郡       | TOHO シネマズ光の森             |        |
| 大分県       |                                 |        |
| 大分市       | 大分シネフレックス11            |        |
| 鹿児島県     |                                 |        |
| 鹿児島市     | 鹿児島東宝                      |        |

### 沿革 (ガシャポン)
2004年
- 7月6日、試験的に稼働開始
- 8月1日、「スターターキット」「アドバンスカード」発売
  - ポケモンセンター、玩具店、家電量販店など約20店舗で市場実験を開始

- 12月1日、「カキカエ」テストサービス開始

2005年
- 3月17日、トイザらス全店舗にてサービス開始
- 3月18日、「Pokémon The Park 2005」に協賛出展
- 6月24日、ポケモン関連の新作映像などの無料配信を開始
- 6月25日、イトーヨーカドーにてサービス開始
- 7月15日、家電量販・カメラ店にてサービス開始
- 7月16日、 イトーヨーカドーが展開中の、メディア連動型キャラクタコーナー及びケーブルテレビやCS放送のアニメ専門チャンネル「キッズステーション」の人気キャラクタを使ったエンタテインメントスペース「キャラ王国」に専用アドバンスガシャポンを設置、「キャラ王国」オリジナルアニメの配信開始
- 12月1日 - 2006年1月10日、 「アドバンスムービー『ふゆやすみわくわくキャンペーン』」を実施

2006年
- 4月15日 - 5月5日、期間限定で全国の東宝系劇場23カ所に設置（設置場所は先述）
- 7月15日 - 公開終了（主要館の終了予定日は8月25日頃）、ポケモン映画上映劇場に「ガシャポン」設置

## その他
- ニンテンドー ゲームキューブの周辺機器『ゲームボーイプレーヤー』に接続すると、エラーが表示される[注 6][47]。
- しかし『テレビdeアドバンス』では接続ができ、画質や音声は粗いものの、視聴することが可能である[47]。